# Gare de Roncq
La gare de Roncq est une gare ferroviaire française de la ligne de Somain à Halluin située sur la commune de Roncq dans le département du Nord en région Hauts-de-France.
Elle est mise en service en 1879 par la Compagnie des chemins de fer du Nord. 
Aujourd'hui inoccupée, elle fut successivement transformée en un restaurant nommé « A PROPOS » dont le nom figure toujours sur la façade, puis en bureau.

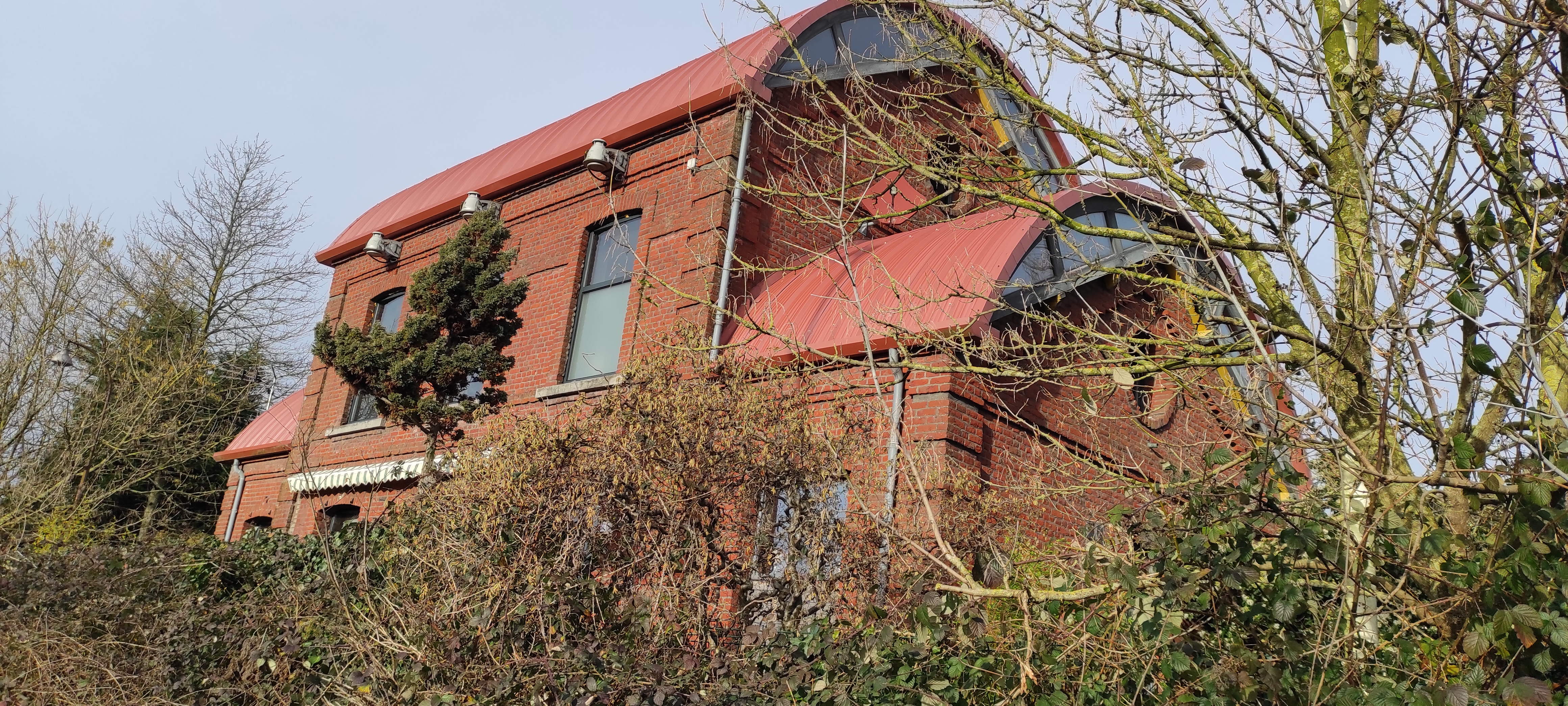
Gare de Roncq de nos jours vue de l'ancienne voie ferrée

Par ailleurs, les rails desservant la gare ont été transformés par la ville de Roncq comme sentier pédestre traversant la commune. Puis, en 2019, la MEL s'en empare afin de généraliser ce projet et ainsi le prolonger à Halluin et Tourcoing la voie verte du Ferrain de 11 km ouverte en 2023.  

## Situation ferroviaire
Établie à 29 mètres d'altitude, la gare de Roncq était située au point kilométrique (PK) 283,384 de la ligne de Somain à Halluin, entre les gares de Tourcoing-les-Francs (fermée) et d'Halluin (fermée), elle était encadrée par les arrêts de Pied-de-Bœuf et du Pellegrin situés également sur la commune de Roncq.
Les gares en service les plus proches, sont : Tourcoing sur le réseau ferroviaire français et Menin sur le réseau ferroviaire belge.

## Histoire
Un chemin de fer reliant Tourcoing à Menin et passant par Halluin est concédé en 1869. Le passage par Roncq donne lieu à l'établissement de plusieurs projets négociés avec la Compagnie des chemins de fer du Nord-Est concessionnaire. En 1877 le Maire et les conseillers municipaux adoptent un vœu pour modifier l'emplacement prévu de la station de Roncq, inquiets du fait qu'il faudra traverser la voie ferrée pour rejoindre le centre du village, ils demandent de mettre la station au plus près du centre de la commune et de placer la voie ferrée du côté du hameau du Blanc-Four près du no 38 pour limiter les risques d'accidents en évitant à la circulation d'avoir à traverser la voie. Le passage de la voie ferrée et l'emplacement de la gare concerne soixante-sept parcelles appartenant à quarante propriétaires qui doivent céder la totalité ou une portion de leur propriété qui peut être de la terre agricole, des jardins ou même des maisons.
La gare de Roncq est mise en service en 1879 par la Compagnie des chemins de fer du Nord, qui a pris la suite de la Compagnie du Nord-Est, lorsqu'elle ouvre à l'exploitation la ligne de Tourcoing à Menin. Des améliorations sont apportées, avec notamment la construction d'un bâtiment voyageurs définitif, la pose d'un pont à bascule et l'éclairage au gaz de la station. En 1880, en plus des trains de marchandises, il y a six dessertes voyageurs chaque jour et on décompte environ 10 000 voyageurs dans l'année. En 1881, la société Leurent frères et sœurs fait construire une filature de lin, avec un embranchement ferroviaire, sur le site de la Vallée à proximité de la gare.
Au début du XXe siècle, de 1900 à 1914, il y a une dizaine de cheminots qui travaillent pour la Compagnie sur les installations ferroviaires situées sur la commune et chaque année transit par la gare : « de 175 000 à 180 000 voyageurs, 40 tonnes de bagages et 45 000 t de marchandises ».
La gare devient un acteur de la Première Guerre mondiale avec le départ des mobilisés, puis le passage d'une dernière locomotive française venant d'Halluin le 4 octobre 1914 et l'arrivée et le lendemain matin, de cavaliers allemands venus pour l'intégrer dans leur réseau ferroviaire. La première locomotive blindée allemande arrive en gare le 29 octobre 1914 .
En 1922, la ligne 3 du tramway électrique (Leers - Wattrelos - Tourcoing -Roncq), qui dessert la ville depuis janvier 1912, est prolongée jusqu'à la gare près du passage à niveau avant d'aller jusqu'à Halluin en 1925. Il laissera la place aux autobus le 11 janvier 1954.
La ligne est fermée au service voyageurs en 1971 et le trafic marchandises peu après.

## Service des marchandises
Cette gare est ouverte au service du fret.